# Nasair
Nasair — авиакомпания, базирующаяся в Эритрее, принадлежит группе компаний Nasair Group, совершает ограниченное число международных рейсов. Компания базируется в г. Массауа и совершает ряд регулярных внутренних рейсов на территории Эритреи, а также ограниченное число регулярных авиарейсов на Ближний Восток, в Африку и в Лондон.

## Пункты назначения
Nasair летает в следующие места по состоянию на май 2009 года:

### Внутренние рейсы
- Асмэра — Международный аэропорт Асмэры
- Асэб — Международный аэропорт Асэба (Assab International Airport)
- Массауа — Международный аэропорт Массауы

### Международные рейсы
- Каир — Международный аэропорт Каира
- Дубай — Международный аэропорт Дубая
- Джидда — Международный аэропорт имени короля Абдулазиза
- Хартум — Международный аэропорт Хартума
- Порт-Судан — Международный аэропорт Порт-Судана
- Нджамена — Международный аэропорт Нджамены
- Милан — Миланский аэропорт Мальпенса
- Сезонные чартерные рейсы в Западную Африку и Джидду для паломников, совершающих хадж.

## Сеть грузоперевозок Nasair
Nasair производит перевозку грузов из Международного аэропорта Массауа в:
- Асмэру
- Джидду
- Дубай
- Джубу
- Найроби
- Нджамену
- Хартум

В обслуживаемых Nasair городах она предлагает услугу NASpac, представляющую собой систему доставки пакетов весом до 5 фунтов (2,5 кг). Пакеты пересылаются в любой другой пункт назначения, в который летают самолёты компании, ближайшим авиарейсом. Хотя это и не совсем курьерская служба подобно DHL, FedEx или UPS, всё же это альтернатива для тех клиентов в Восточной Африке, где находится большая часть пунктов назначения Nasair.

## Флот
Флот Nasair состоит из следующих самолётов (по состоянию на март 2009 г.)
:
- 1 × Boeing 737 NAS
- 2 Boeing 737—200 NAD